# Portugal no Campeonato do Mundo de Futebol de 1934
Se na primeira edição do campeonato do mundo de fútebol 13 selecções participaram por convite, no evento de 1934, onde a fase final viria a decorrer na Itália de Mussolini, a FIFA recorreu pela primeira a uma fase de qualificação com critérios geográficos.

Na zona europeia, 21 equipas participaram nos diferentes grupos de qualificação - incluindo a Itália, país organizador.

Portugal, participou, pela primeira vez, numa fase de qualificação para o campeonato do Mundo de fútebol. Para aceder à fase final Portugal teve como adversário a Espanha, incluídos no Grupo 2 da zona europeia.

Com jogos a 11 e 18 de Março de 1934, Portugal não guarda muitas recordações destes dois confrontos (2 derrotas: por 9-0 em Madrid e por 2-1 em Lisboa).

## Resultados
11 de Março de 1934

Estádio Chamartín (Madrid/Espanha)

50.000 espectadores

Árbitro: Raphael Van Praag (Bélgica)

Espanha - Portugal 9-0 (3-0)
Espanha: 1 (c) Ricardo Zamora; 2 Ramón Zabalo, 3 Jacinto Quinconcés, 4 Leonardo Cilaurren, 5 Martín Marculeta, 6 Frederico Saíz, 7 Martín Vantolrá (68'), 8 Luis Regueiro (65', 70'), 9, Isidro Lángara (13', 14'p, 46', 71', 85'), 10 Eduardo González (3'), 11 Guillermo Gorostiza. Treinador: Amadeo García Salazar.
Portugal: 1 Manuel Soares dos Reis; 2 Martins Avelino da Silva, 3 João Jurado, 4 João Nova, 5 (c) Augusto Silva, 6 Álvaro Gaspar Pinto, 7 Adolfo Mourão, 8 Valdemar Mota da Fonseca, 9 Acácio Mesquita, 10 Artur de Sousa, 11 Domingos Lopes. Treinador: Ribeiro dos Reis.
18 de Março de 1934

Estádio do Lumiar (Lisboa/Portugal)

35.000 espectadores

Árbitro: Raphael Van Praag (Bélgica)

Portugal - Espanha 1-2 (1-2)
Portugal: 1 Augusto Amara; 2 Martins Avelino da Silva, 3 João Jurado, 4 Álvaro Pereira, 5 (c) Augusto Silva, 6 Álvaro Gaspar Pinto, 7 Adolfo Mourão, 8 Valdemar Mota da Fonseca, 9 Vítor Silva (10'), 10 Artur de Sousa, 11 Domingos Lopes. Treinador: Ribeiro dos Reis.
Espanha: 1 (c) Ricardo Zamora; 2 Ramón Zabalo, 3 Jacinto Quinconcés, 4 Leonardo Cilaurren, 5 Martín Marculeta, 6 Frederico Saíz, 7 Martín Vantolrá, 8 Luis Regueiro, 9, Isidro Lángara (12', 25'), 10 Eduardo Herrerita, 11 Guillermo Gorostiza. Treinador: Amadeo García Salazar.